# Etienne Salaberry
Etienne Salaberry també conegut com a So Egilea (Heleta, Baixa Navarra, 1903 - 1981) va ser un sacerdot i escriptor en èuscar.

## Obres

### Assaig
- Ene sinestea (1978, Egilea editore)
- Beñat adiskidea, agur! (1981, Egilea editore)

### Antologia
- Etienne Salaberry (1903-2003) (2003, Egan)

### Teatre
- Iruñxeme. Iru ekitaldiko antzerkia (1936, López Mendizabal)